# NewDES
NewDES – symetryczny szyfr blokowy zaprojektowany w 1985 przez Roberta Scotta, który miał zastąpić szyfr DES. Wbrew nazwie szyfr ten nie wywodzi się z szyfru DES. NewDES operuje na tekście jawnym podzielonym na 64-bitowe bloki wejściowe, a do szyfrowania wykorzystuje 120-bitowy klucz. W odróżnieniu od algorytmu DES nie ma początkowej i końcowej permutacji oraz nie operuje na pojedynczych bitach, lecz na całych bajtach.
NewDES został stworzony w celu wyeliminowania dwóch słabości występujących w algorytmie DES: krótkiego, 56-bitowego klucza, co, według niektórych kryptoanalityków, zwiększało podatność DESa na atak brute-force oraz możliwości występowania zapadni w S-boksach.